# Ташко Христов
Ташко Христов, наричан Докторът, Лекия, Фелдшера, и Пуцето е български революционер от влашки произход, деец на Вътрешната македоно-одринска революционна организация.

## Биография
Ташко Христов е роден в Битоля, тогава в Османската империя. Присъединява се към ВМОРО. Работи като учител в Крушево, където участва в подготовката на въстание. Действа като личен куриер на Даме Груев. Заедно с Иван Кафеджията поддържат кафе, което използват за срещи на дейци на ВМОРО. През Илинденско-Преображенското въстание е заедно с Георги Попхристов в Леринско, където лекува болни и ранени с практическите си медицински познания. На 1 февруари е направен неуспешен опит за убийството му в Крушево.

Георги Попхристов си спомня за него: 
| „ | ... Ташко Христов, известен в Битоля като лекар с прозвище „Ташко лесния“. Той беше лек както на нога, така и в ума. Беше голям поклонник и сляп привърженик на Даме... Беше извънредно точен и послушен. | “ |

Емигрира в САЩ, където се замогва и умира.